# Heliotropium calvariavis
Heliotropium calvariavis är en strävbladig växtart som beskrevs av L.A. Craven. Heliotropium calvariavis ingår i Heliotropsläktet som ingår i familjen strävbladiga växter. Inga underarter finns listade i Catalogue of Life.